# Litteraturåret 1997

## Händelser
- 18 april – Per Wästberg väljs in i Svenska Akademien, där han får sitta på stol numer 12 efter avlidne Werner Aspenström.[1]
- 27 maj – Svenska PEN-klubben splittras efter Jan Myrdals försvar av Massakern på Himmelska fridens torg.[1]
- 27 augusti – Astrid Lindgren utses till "Årets svensk i världen" 1997 av Svenska Dagbladet.[1]
- 7 oktober – KF Media köper Norstedts bokförlag av nederländska mediekoncernen Wolters Kluwer. Norstedts bokförlag ska samordnas med KF-ägda Rabén & Sjögren i en stor förlagskoncern med en årsomsättning på 300 miljoner SEK per tre på svenska bokmarknaden [förtydliga] efter Bonniers och Liber.[2]
- 14 november – Sveriges statsminister Göran Persson tar på Astrid Lindgrens 90-årsdag i Vimmerby första spadtaget på det som ska bli "Astrid Lindgrens gård".[2]
- 30 december – Memoraren, I Know Why the Caged Bird Sings av Maya Angelou, plockas bort från läroplanen för engelska i nionde klass i Anne Arundel County i Maryland, USA då den "porträtterar vita människor som hemska, otäcka, dumma människor" [CNN].[3]
- okänt datum – Tidskrift: Aorta: journal för retrogardistisk kultur utkommer med sitt första nummer.
- okänt datum – Den österrikiska paviljongen vid Venedigbiennalen ägnas helt och hållet åt Wiener Gruppes verk.
- okänt datum – Svenska Internetbokhandeln AB grundas.

## Priser och utmärkelser
- Nobelpriset – Dario Fo, Italien[4]
- Augustpriset
  - Skönlitterär bok – Majgull Axelsson för Aprilhäxan (Prisma)
  - Fackbok – Sven-Eric Liedman för I skuggan av framtiden (Bonnier Alba)
  - Barn- och ungdomsbok – Annika Thor för Sanning eller konsekvens (roman) (BonnierCarlsen)
- ABF:s litteratur- & konststipendium – Gunilla Linn Persson
- Aftonbladets litteraturpris – Elisabeth Rynell
- Aniarapriset – Willy Kyrklund
- Astrid Lindgren-priset – Anna-Clara & Thomas Tidholm
- Bellmanpriset – Eva Runefelt
- BMF-plaketten – Majgull Axelsson för Aprilhäxan
- BMF-Barnboksplaketten – Annika Thor för Sanning eller konsekvens
- Dan Andersson-priset – Erik Yvell
- De Nios Stora Pris – Per Wästberg
- De Nios Vinterpris – Margareta Ekström, Rolf Aggestam, Margareta Garpe, Ola Larsmo och Marie Lundquist
- De Nios översättarpris – Gun-Britt Sundström och Thomas Warburton
- Doblougska priset – Christer Eriksson och Stig Larsson, Sverige samt Kjartan Fløgstad och Lars Amund Vaage, Norge
- Elsa Thulins översättarpris – Sture Pyk
- Emil-priset – Per Gustavsson
- Eyvind Johnsonpriset – Kerstin Ekman
- Georg Büchner-priset – H. C. Artmann
- Gerard Bonniers pris – Göran Sonnevi
- Gerard Bonniers essäpris – Richard Swartz
- Gerard Bonniers lyrikpris – Jesper Svenbro
- Gleerups skönlitterära pris – Agneta Pleijel
- Gun och Olof Engqvists stipendium – Elisabeth Rynell
- Gustaf Fröding-sällskapets lyrikpris – Lars Forssell
- Göteborgs-Postens litteraturpris – Lars Jakobson
- Hedenvind-plaketten – Kerstin Ekman
- Ivar Lo-priset – Elsie Johansson
- John Landquists pris – Anders Olsson
- Karl Vennbergs pris – Kristina Lugn
- Katapultpriset – Hans Gunnarsson för Bakom glas
- Kellgrenpriset – Johan Asplund
- Landsbygdens författarstipendium – Åke Lundgren
- Letterstedtska priset för översättningar – Marianne Eyre för översättningen av António Lobo Antunes Tingens naturliga ordning
- Lotten von Kræmers pris – Ronny Ambjörnsson
- Lundequistska bokhandelns litteraturpris – Bo Gustavsson
- Moa-priset – Kristina Lugn
- Nordiska rådets litteraturpris – Dorrit Willumsen, Danmark för romanen Bang[1]
- Palmærpriset – Göran Bergengren
- Pilotpriset – Ulf Linde
- Samfundet De Nios Astrid Lindgren-pris – Vivi Edström
- Schückska priset – Lars-Åke Skalin
- Signe Ekblad-Eldhs pris – Kjell Johansson
- Stiftelsen Selma Lagerlöfs litteraturpris – P.O. Enquist
- Stig Carlson-priset – Lars Mikael Raattamaa
- Stig Sjödinpriset – Göran Greider
- Svenska Akademiens nordiska pris – Bo Carpelan, Finland
- Svenska Akademiens tolkningspris – Lluis Solanes
- Svenska Akademiens översättarpris – Ulla Roseen
- Svenska Dagbladets litteraturpris – Carola Hansson för Steinhof
- Sveriges Radios Romanpris – Magnus Dahlström för Hem
- Sveriges Radios Lyrikpris – Stig Larsson
- Tegnérpriset – Ragnar Thoursie
- Tidningen Vi:s litteraturpris – Elisabeth Rynell
- Tollanderska priset – Olle Sirén
- Tucholskypriset – Faraj Sarkoohi, Iran
- Östersunds-Postens litteraturpris – Elisabeth Rynell
- Övralidspriset – Birgitta Trotzig

## Nya böcker

### 0 – 9
- 3001 – Den sista resan av Arthur C. Clarke

### A – G
- Aprilhäxan av Majgull Axelsson[5]
- Bert och bacillerna av Anders Jacobsson och Sören Olsson[6]
- Bert och beundrarinnorna av Anders Jacobsson och Sören Olsson[7]
- Dans med en ängel av Åke Edwardson[5]
- Darwins ofullbordade: Om människans biologiska natur av P.C. Jersild
- Dead Right av Peter Robinson
- Den gamla byn av Peter Nilson
- Den högsta kasten av Carina Rydberg[5]
- Den tredje dagens kyla av John Marsden
- Den vilde svensken av Ernst Brunner
- Det liknar ingenting av Einar Askestad
- Ditt kompetenta barn – på väg mot nya värderingar för familjen av Jesper Juul
- Dora Bruder av Patrick Modiano
- Emil och soppskålen av Astrid Lindgren[8]
- Emilia i simhallen av Anna Dunér
- Emilia och rutschkanan av Anna Dunér
- En katedral av färgat glas av Gunnar Harding
- Flyg! sa Alfons Åberg av Gunilla Bergström[9]
- Gräddhyllan av Björn Hellberg
- Guldkorset av Elizabeth Chadwick

### H – N
- Harry Potter och de vises sten av J.K Rowling
- Huset vid Flon av Kjell Johansson[10].
- Högt spel av Jan Mårtenson
- Israpport av Werner Aspenström
- Klanernas uppbrott av Robert Jordan
- Kontraktet av John W. Grow
- Kupoler av eld av David Eddings
- Mason & Dixon av Thomas Pynchon
- Med svek i sinnet av Elizabeth George
- Mulle Meck bygger ett hus av George Johansson
- Nedlagt byte – Three to Get Deadly av Janet Evanovich
- När natten är som mörkast av John Marsden

### O – U
- Om Berzelius och Svenska akademien av Lars Gyllensten
- Operation B av Gabriella Håkansson
- Residens – Svenska EU-ambassader av Jan Mårtenson och Ralf Turander
- Rivas ättling av David Eddings
- Siamesisk av Stig Sæterbakken
- Sofia Albertinas palats av Jan Mårtenson och Ralf Turander
- Steget efter av Henning Mankell
- Stridselefanten nerför vägen igen poesiantologi av Malmöligan
- Sunes hemligheter av Anders Jacobsson och Sören Olsson[11]
- Tornets fall av Robert Jordan

### V – Ö
- Vårvinterdagar av Gösta Friberg

## Avlidna
- 25 januari – Sivar Arnér, 87, svensk författare.[1]
- 25 januari – Werner Aspenström, 78, svensk författare, ledamot av Svenska Akademien.[1]
- 27 februari – Rolf Edberg, 84, svensk författare och journalist.[1]
- 10 mars – Lars Ahlin, 81, svensk författare.[1]
- 20 mars – Britt G. Hallqvist, 83, svensk författare och skapare av psalmer.[1]
- 5 april – Allen Ginsberg, 70, amerikansk poet.
- 27 april – Dulce María Loynaz, 94, kubansk poet.
- 12 juni – Bulat Okudzjava, 73, rysk författare, poet samt pionjär inom den ryska trubadurkonsten.
- 21 juni – Karl Rune Nordkvist, 76, svensk författare.
- 1 augusti – William S. Burroughs, 83, amerikansk författare.[1]
- 27 augusti – Johannes Edfelt, 92, svensk författare och lyriker.[1]
- 16 oktober – James Michener, 90, amerikansk författare.
- 29 oktober – Anton LaVey, 67, amerikansk författare, den moderna satanismens grundare.
- 8 november – Stellan Arvidson, 95, svensk litteraturhistoriker och författare.

### Fotnoter
1. 1 2 3 4 5 6 7 8 9 10 11   Horisont 1997. Bertmarks
2. 1 2   När Var Hur 1999. Forum
3. ↑  
   "CNN.com: Harry Potter, 'Huckleberry Finn' among controversial.."
   webpage:
   CNN-banned-books Arkiverad 5 augusti 2004 hämtat från the Wayback Machine..
4. ↑  ”Nobelpriset i litteratur”. https://www.nobelprize.org/prizes/lists/all-nobel-prizes-in-literature/. Läst 20 mars 2011.
5. 1 2 3  Gradvall, Nordström, Nordström, Rabe, Jan, Björn, Ulf, Anina. Tusen svenska klassiker. Norstedts Förlagsgrup. Läst 12
6. ↑  Bert Arkiverad 20 oktober 2011 hämtat från the Wayback Machine.
7. ↑  Bert Arkiverad 20 oktober 2011 hämtat från the Wayback Machine.
8. ↑  ”Astrid Lindgren”. http://www.astridlindgren.se/verken/bocker/bilderbocker. Läst 21 mars 2011.
9. ↑  ”Alfons Åberg”. Arkiverad från originalet den 8 december 2012. https://web.archive.org/web/20121208044934/http://www.alfons.se/fakta_bok_alfons.asp. Läst 21 mars 2011.
10. ↑  Sverige 1900-talet – Arbetets ansikten i litteraturen, NE, Bra Böcker, 2000
11. ↑  Sune Arkiverad 20 oktober 2011 hämtat från the Wayback Machine.